# ليه ريختر
ليه ريختر (بالإنجليزية: Les Richter) هو لاعب كرة قدم أمريكية أمريكي، ولد في 26 أكتوبر 1930 في فريسنو في الولايات المتحدة، وتوفي في 12 يونيو 2010 في ريفرسايد في الولايات المتحدة بسبب أم الدم.

## وصلات خارجية
- ليه ريختر على موقع مرجع كرة القدم المحترفة.كوم (الإنجليزية)